# Jean Taffin

Jean Taffin

Jean Taffin (* 1529 in Doornik, Provinz Hennegau, heute Belgien; † 15. Juli 1602 in Amsterdam) war ein niederländischer reformierter Pfarrer calvinistischer Prägung und 1573 bis 1583 Hofprediger des Prinzen Wilhelm von Oranien.

## Leben
Jean Taffin wurde in Doornik, heute Tournai, als Sohn eines Rechtsgelehrten, Kaufmanns und Ratspensionärs geboren. Dies ermöglichte ihm eine frühe geistliche Ausbildung durch den Priester Johann Theodori. Er studierte dann in Padua und Rom. 1554 erhielt er durch Vermittlung seines Studienfreundes Stephan Pighius, des Sekretärs von Antoine Perrenot de Granvelle, eine Stelle als Bibliothekar dieses Prälaten in Brüssel, wo er bis 1557 blieb. Dann ging er nach Antwerpen, wo er Kontakte zu einer verbotenen calvinistischen Gemeinde in Wallonien hatte und 1558 deren Diakon und Prediger wurde. Wegen Glaubensverfolgung versuchte er, die Gemeindeglieder zu einem Wegzug nach Aachen zu bewegen. Im gleichen Jahr war er für die Verheirathung seiner Schwester in seinem Geburtsort Doornik anzutreffen. Keine Aufnahme fand er bei den Lutheranern in Worms, jedoch im reformierten, toleranteren Straßburg. Dort heiratete er Nicole Quinte, und sie zogen Anfang 1559 nach Genf, wo er einen theologischen Doktorgrad erwerben konnte.
1561 wurde sein Bruder Nicolas vor der Inquisition verhört. Im gleichen Jahr ließ sich Taffin als calvinistischer Prediger in Metz nieder, nachdem er in Straßburg erneut mit Lutheranern in Streit geraten war. Mit seinem Kollegen Petrus Colonius baute er dort eine evangelische Gemeinde mit mehreren Tausend Mitgliedern auf, die 1562 eine eigene Kirche in der Stadt erhielten. 1566 wurde er auf eine Predigerstelle nach Antwerpen berufen, wahrscheinlich durch Guido de Brès, im August war der Bildersturm in der Stadt und im November konnte dort der reformierte Tempel eingeweiht werden. Bereits am 10. April 1567 wurde er wieder geschlossen und kurz darauf zerstört, weil die Herzogin Margarethe von Parma die Religionsfreiheit widerrufen und die reformierten Pfarrer aus der Stadt verbannt hatte. So kehrte Taffin nach Metz zurück. Hier endete die freie Religionsausübung zwei Jahre später am 6. April 1569 durch die Anordnung des französischen Königs Karl IX. Deswegen ging Taffin danach nach Heidelberg, wo der Pfalzgraf Friedrich der Fromme regierte und ihm Aufnahme gewährte.
Gemeinsam mit Petrus Dathenus organisierte er 1571 die erste nationale Synode der niederländischen Calvinisten, die Synode von Emden, wo er als Vizepräsident fungierte. Diese Synode führte dazu, dass sich die Reformierten Deutschlands, Frankreichs und den Niederlanden vereinigten. Im Herbst 1573 verließ Taffin Heidelberg und trat in den Dienste von Wilhelm III, der Calvinist geworden war. Wilhelm trennte sich darauf von Anna von Sachsen und ließ seine Ehe mit Charlotte de Bourbon-Montpensier von Taffin am 12. Juni 1575 in Brielle einsegnen. Wilhelm schickte ihn als Emissär mehrmals nach Deutschland. Er organisierte die Synode 1574 zu Dordrecht und hatte 1577/1578 den Vorsitz dieser Synode inne. Er erhielt 1578 verschiedene Aufträge der wallonischen Synode. Von 1580 bis 1585 war er in Antwerpen, wo er mit Marnix von St. Aldegonde den gemäßigten kirchlichen Ansichten des Prinzen Wilhelm durchzusetzen versuchte. Er war mit der Verurteilung des Caspar Coolhaes 1581 auf der Synode zu Middelburg nicht einverstanden. Als Antwerpen 1585 vom Herzog von Parma eingenommen wurde, ging er nach Leiden, wo er im September die wallonische Synode präsidieren konnte. Bald nachher reiste er nach Emden ab, kehrte aber im J. 1587 zurück und wurde dann von der wallonischen Synode zu Amsterdam als Prediger nach Harlem geschickt. 1590 lehnte er einen Ruf der Gemeinde in Vlissingen ab, aber er empfahl seinen Neffen Jean Taffin als Prediger. 1591 erhielt er seine letzte Predigerstelle bei der wallonischen Gemeinde in Amsterdam, wo er am 15. Juli 1602 starb.

## Schriften
- Des marques des enfants de Dieu et des consolations en leurs afflictions aux fidèles des Pays-Bas, Gillis, 1584; Harlem 1585; Leiden 1586; Amsterdam 1588 und 1606; Thomas Portau, Pons 1592; Antoine de Harsy, Lyon 1606; Thomas Portau, Saumur 1616 und Genf 1621.
  - The Marks of God's Children, übersetzt ins Englische von Anne Locke Prowse, 1590; Reformation Heritage Books, 2012, ISBN 978-0-801-02619-5.[4]
  - De characteribus filiorum Dei, eorundemque sub cruce consolationibus, Liber Ad Christianos Belgas, Jacob Stoer, Genf 1601.
  - Kennzeichen der wahren Kinder Gottes (auch deren Trost in jhrer Beängstigung und Trübsal), Hans Rudolff Wyssenbach, Zürich 1599 und 1600;
  - Kennzeichen der Kinder Gottes und deren Trost in ihren Wiederwärtigkeiten, und Anfechtungen, E. E. Raths Buchdr. Joh. Friedrich Hagern, Göttingen 1740.
- Instruction contre les erreurs des anabaptistes: es quatre points suivans, Rooman, Harlem 1589:
  - 1. De l'Incarnation de Jésus-Christ, vray Dieu et vray homme.
  - 2. Du baptesme des petits enfans des chrestiens.
  - 3. Du devoir, autorité et puissance du magistrat.
  - 4. Du jurement, ou serment solennel.
- Traité de l'amendement de vie, compris en quatre livres, Amsterdam 1594.
- Metanoea, seu de vitae emendatione, libri quatuor: qui hominum multiplicem stultitiam veramque sapientiam, resipiscentiae originem ... illustribus exemplis exponunt, luculenter demonstrant et confirmant, Jacobus Stoer, Genf 1602.
- De boetveerdicheyt des levens, Jan Commelijn, 1609; Jacob Pietersz. Wachter, 1620 und Pieter van Waesberge, 1659 (9. Auflage).
- De Merck-teeckenen der Kinderen Gods (ende de vertroostingen in haer verdruckingen: een seer troostelijck boecxken), Hendrick Laurensz, Abraham van Herwijck, Amsterdam 1617 und Jacob Pietersz. Wachter, 1620.